# Insel des Schreckens
Insel des Schreckens (Originaltitel: Island of Terror) ist ein britischer Horrorfilm von Terence Fisher aus dem Jahr 1966. Die Erstaufführung in Deutschland fand am 10. Februar 1967 statt. Der Film erschien auch unter dem Titel Todesmonster greifen an, in einigen Fällen wurde dieser Titel auch als Untertitel verwendet.

## Handlung
Auf der abgelegenen irischen Insel Petrie’s Island wird der Landwirt Ian Bellows vermisst. Von der Ehefrau alarmiert macht sich der Wachtmeister Harris auf die Suche und findet Bellows Leichnam in einer Höhle. Der entsetzte Harris bemerkt, dass der Körper des Toten knochenlos ist. Der herbeigerufene Arzt Dr. Landers kann sich das Verschwinden des Skeletts nicht erklären. Landers reist nach London, um den angesehenen Pathologen Brian Stanley zu konsultieren. Doch auch Stanley ist ratlos. Landers und Stanley suchen Dr. David West auf, einen Experten für Knochenkrankheiten. West, der bei einem Diner mit seiner Freundin Toni Merrill unterbrochen wird, ist von dem Fall fasziniert und sagt seine Hilfe zu. Merrill bietet den drei Männern an, im Helikopter ihres Vaters zur Insel zu fliegen, wenn sie mitkommen dürfe.
Als die vier die Insel erreichen, wird der Helikopter zurückbeordert. West und Stanley erfahren, dass eine Gruppe von Onkologen ein Labor in einem Schloss auf der Insel eingerichtet haben. Dr. Phillips, der Leiter der Gruppe will ein Mittel gegen Krebs finden. Stanley, Landers und West finden Phillips und die Gruppe vor: tot und ebenso knochenlos. Die drei hegen den Verdacht, dass sie im Labor das Rätsel lüften können und untersuchen die Unterlagen der Gruppe. Aus diesen geht hervor, dass Phillips versehentlich eine neue Lebensform erschaffen hat.
Wachtmeister Harris kommt zum Schloss, um die Wissenschaftler von dem Fund eines knochenlosen Pferdes zu benachrichtigen. Er betritt einen Raum, in dem Versuchstiere gehalten wurden und wird von einer tentakelbewehrten Kreatur angegriffen und getötet. West und Stanley finden heraus, dass die sich schnell vermehrenden Kreaturen ein knochenauflösendes Enzym injizieren und damit ihre Opfer töten. Landers findet zudem heraus, dass die Kreaturen sehr schwer zu töten sind, als er sich bei einem Angriff auf ihn mit einer Axt zur Wehr setzt.
Nach dem Studium der Unterlagen von Dr. Phillips informieren West und Stanley die Inselbewohner. Eine Art Bürgerwehr formiert sich unter der Leitung von Roger Campbell und dem Geschäftsmann Peter Argyle. Die Kreaturen werden mit allem angegriffen, was zur Hand ist: Schusswaffen, Dynamit und Brandbomben. Doch auch diese Waffen sind nahezu nutzlos. Als eine Kreatur tot aufgefunden wird, untersuchen Landers, West und Stanley die Leiche. Die Kreatur starb an einer Überdosis des Isotops Strontium 90. Die Wissenschaftler machen sich auf die Suche nach weiterem Material. Sie verabreichen das Strontium einer Herde Rinder und treiben die Tiere zu den Kreaturen, damit diese von denen gefressen werden. Durch ein Fernrohr sehen die Männer zu, wie die Kreaturen sterben.

## Kritiken
„Abwegige Gruselgeschichte; versetzt mit Effekthaschereien und pseudowissenschaftlichen Erklärungsversuchen.“

„Billig-Schocker mit Trash-Charme.“

„Englischer Gruselfilm von Terence Fischer , der mehr Langeweile als Schrecken verbreitet. […] Selbst für Horror-Freunde eine sanfte Zumutung.“

„Möchtegern-Schocker aus der Hammer Factory. Wegen der plump herumstolperden Monster wenig überzeugend und kaum gruselintensiv.“

## Hintergrund
Der Film wurde in den Pinewood Studios sowie im Black Park Country Park in Wexham gedreht.
Zusammen mit Christopher Lee bildeten Peter Cushing und Regisseur Terence Fisher ein legendäres Horror-Trio, das für die britischen Hammer-Studios mehrere Dracula- und Frankenstein-Filme drehte.
Für beide Drehbuchautoren war es die erste Arbeit an einem Drehbuch für einen Spielfilm. Im Falle von Al Ramsen war es auch die letzte Arbeit.
Die Spezialeffekte stammen von John St. John Earl, Michael Aldrechston und Barry Gray.

## DVD-Veröffentlichung
DVD-Anbieter: Cult Cinema International (Sammler-Edition Nr. 09) – Laufzeit: 84 Min. – FSK: ab 16 (ungekürzte Fassung – Bildformat: 1:66 (anamorph, 16:9) – Tonformate: deutsch & englisch jeweils in Dolby Digital 2.0 Stereo – Regionalcode: 2 – Verpackung: Ceep Case (Amaray) – Extras: Kinotrailer, Werbematerial, Produktionsfotos, Bildergalerie